# Fernando Santos Alvite
Fernando Santos Alvite (Quito, 7 de marzo de 1944) es un abogado y consultor ecuatoriano. Fue ministro de Energía y Minas del Ecuador, en el gobierno de León Febres Cordero y de Guillermo Lasso.

## Biografía
Tras realizar estudios en la Universidad Central del Ecuador, obtuvo el título de abogado.

### Trayectoria
Durante seis años, desde 1976 hasta 1984, Santos trabajó en la Organización de Países Exportadores de Petróleo (OPEP), donde ocupó el cargo de jefe de la Unidad de Asuntos Legales.
También ha ejercido como árbitro en la Cámara de Comercio de Quito y la Cámara de Comercio Ecuatoriano-Americana. Además de su experiencia gubernamental, Santos ha sido docente de derecho societario en la Universidad Central del Ecuador y en la Universidad de las Américas. Fue abogado de corporaciones petroleras.

## Vida Política
Santos formó parte del gabinete ministerial del fallecido expresidente León Febres Cordero, asumiendo roles como viceministro de Energía entre 1984 y 1987, y luego como ministro de Energía durante un año hasta el cierre de la administración de Febres Cordero en 1988.
Durante el gobierno de Lenín Moreno, Santos colaboró como asesor 2 del exministro René Ortiz, según un documento del entonces Ministerio de Energía y Recursos No Renovables.
Como analista petrolero, Santos es frecuentemente citado en medios de comunicación y ha expresado su apoyo a la inversión extranjera en el sector. Tras el paro nacional de junio de 2022, Santos manifestó su preocupación por el mensaje que podría enviar a los inversores extranjeros la revocación del decreto 95 sobre la explotación petrolera, destacando la importancia de aclarar que la inversión extranjera sigue siendo bienvenida en Ecuador.

## Gobierno de Guillermo Lasso
Tras poco más de cinco meses de gestión en el gabinete ministerial del entonces presidente Guillermo Lasso, quien asumió el cargo en mayo de 2021, Xavier Vera, el entonces ministro de Energía y Minas, renunció a su cargo días después de que se hiciera pública una serie de audios que evidenciarían que el exministro ofrecía sobornos a cambio de cargos públicos en Petroecuador y la Agencia de Regulación y Control de Energía y Recursos Naturales No Renovables.
Como resultado de esta renuncia, Lasso designó a Fernando Santos como su reemplazo en el ministerio. Santos no era un desconocido en el sector, ya que previamente había liderado la misma institución durante el gobierno del expresidente socialcristiano, León Febres Cordero. Además de su experiencia ministerial, Santos ha desempeñado roles como analista, asesor de ministros y forma parte de una firma de abogados que ha defendido a empresas petroleras.
Al asumir el cargo, Santos se convirtió en el tercer ministro de Energía y Minas del gobierno de Guillermo Lasso.
Durante su discurso de posesión el 31 de octubre de 2021, Santos destacó la importancia de la industria petrolera en Ecuador, señalando su contribución a la economía del país al tiempo que reconoció los desafíos relacionados con la corrupción, haciendo referencia al caso de Nielsen Arias, un ex alto funcionario de Petroecuador bajo el gobierno de Correa, actualmente bajo investigación en Estados Unidos.
Durante su tiempo en el gobierno de  Guillermo Lasso, Santos se enfocó en cumplir una de las promesas de campaña de Lasso relacionada con la extracción de petróleo e hidrocarburos, a pesar de las críticas de comunidades amazónicas que denunciaban la destrucción de sus territorios.

### Censura
El 30 de abril de 2024, el Pleno de la Asamblea Nacional, censuró, con 95 votos a favor, a Fernando Santos Alvite “por incumplimiento de funciones en el ejercicio del cargo”, según la Asamblea.
El exministro de energía en una entrevista en Castigo Divino de la Posta, analizó la crisis energética en Ecuador y su papel para abordarla. Explica los desafíos que enfrentan, incluida la falta de plantas de generación y la dependencia de la energía hidroeléctrica. También habla de su reunión con funcionarios colombianos para asegurar un suministro adicional de energía. A pesar de las críticas y las censuras, Santos Alvite sigue comprometido con la búsqueda de soluciones. La entrevista terminó haciendo referencia a su honestidad, a pesar de los problemas de gestión de su gabinete ministerial. 